# 1992–1993-as magyar női labdarúgó-bajnokság (első osztály)
A magyar női labdarúgó-bajnokság első osztályában 1992–93-ban 12 csapat küzdött a bajnoki címért. A László Kórház a második csapatával is benevezett. A kilencedik hivatalos bajnokságban a Renova Spartacus megvédte a bajnoki címét.

## Végeredmény
| #   | Csapat                        | M  | GY | D | V  | G+ – G– | GK  | P  | Megjegyzések |
| --- | ----------------------------- | -- | -- | - | -- | ------- | --- | -- | ------------ |
| 1.  | Renova SpartacusCV            | 22 | 19 | 2 | 1  | 86–16   | +70 | 40 | Bajnok       |
| 2.  | Ferencvárosi László Kórház    | 22 | 18 | 4 | 0  | 83–13   | +70 | 40 |              |
| 3.  | Femina-Tüvati FC              | 22 | 14 | 4 | 4  | 54–22   | +32 | 32 |              |
| 4.  | Egri Lendület SE              | 22 | 12 | 2 | 8  | 53–33   | +20 | 26 |              |
| 5.  | Győri Patent Ciklámen TSE     | 22 | 11 | 1 | 10 | 37–38   | −1  | 23 |              |
| 6.  | Szegedi TC                    | 22 | 9  | 2 | 11 | 28–36   | −8  | 20 |              |
| 7.  | Pécsi Fortuna FC              | 22 | 9  | 1 | 12 | 34–32   | +2  | 19 |              |
| 8.  | Pepita Sárkányok SC           | 22 | 7  | 4 | 11 | 32–39   | −7  | 18 |              |
| 9.  | Ferencvárosi László Kórház II | 22 | 6  | 4 | 12 | 29–46   | −17 | 16 |              |
| 10. | Szolnoki TE                   | 22 | 4  | 5 | 13 | 24–54   | −30 | 13 |              |
| 11. | Íris Budapest SC              | 22 | 3  | 6 | 13 | 24–56   | −32 | 12 |              |
| 12. | Dunaújvárosi Pentele SC       | 22 | 2  | 1 | 19 | 11–110  | −99 | 5  |              |

A bajnok Renova Spartacus játékosai
Téglási Eleonóra (21) kapus – Bajkó Rita (16), Balogh Tímea (7), Bárfy Ágnes (17), Dsubák Edit (16), Fricsovszky Beatrix (7), Fülöp Beáta (19), Horváth Klára (20), Jankó Zsuzsanna (19), Judik Barbara (2), Kenessei Nóra (11), Kiss Lászlóné (19), Kreisz Zsuzsanna (1), Nagyabonyi Ildikó (7), Oláh Eszter (20), Papp Annamária (3), Póczik Erzsébet (20), Sasvári Nikolett (6), Szepesházy Krisztina (19), Szalay Szilvia (3), Tarjányi Kármen (5), Török Erzsébet (1), Vancza Karolina (1), Vladika Tünde (1).

## A góllövőlista élmezőnye
| Gól                                                 | Név              | Csapat                     |
| --------------------------------------------------- | ---------------- | -------------------------- |
| 27                                                  | Szarka Éva       | Ferencvárosi László Kórház |
| 21                                                  | Gál Rozália      | Egri Lendület SE           |
| 20                                                  | Fülöp Beáta      | Renova Spartacus           |
| 20                                                  | Molnár Mónika    | Győri Patent Ciklámen TSE  |
| 18                                                  | Bajkó Rita       | Renova Spartacus           |
| 15                                                  | Ferencz Éva      | Pécsi Fortuna SC           |
| 14                                                  | Paraoánu Aranka  | Ferencvárosi László Kórház |
| 13                                                  | Mészáros Gizella | Femina                     |
| 13                                                  | Bökk Katalin     | Femina                     |
| 13                                                  | Oláh Eszter      | Renova Spartacus           |
| 13                                                  | Bárfy Ágnes      | Renova Spartacus           |
| 13                                                  | Vrábel Ibolya    | Ferencvárosi László Kórház |
| 12                                                  | Markó Edina      | Íris Budapest SC           |
| Forrás: Futball '93 (Budapest, 1994) ISSN 1217-873X |                  |                            |